# Ordine dei santi patroni d'Italia
L'Ordine dei santi patroni d'Italia fu un ordine cavalleresco della Repubblica sociale italiana.
Esso venne istituito da Benito Mussolini l'11 febbraio 1945 in commemorazione del 16º anniversario dei concordati tra Stato e Chiesa, i famosi Patti lateranensi dell'11 febbraio 1929 siglati dal cardinale Pietro Gasparri e da Mussolini stesso fortemente voluti.
L'Ordine era intitolato ai santi patroni d'Italia dal momento che dal 18 giugno 1939 papa Pio XII aveva nominato san Francesco d'Assisi e santa Caterina da Siena a questo ruolo.
L'ordine ebbe breve vita in quanto dopo pochi mesi dalla sua creazione si estinse con la caduta del governo della Repubblica sociale italiana.

## Gradi
L'ordine era suddiviso nei consueti cinque gradi: 
- Cavaliere o Dama di Gran Croce
- Grand'Ufficiale
- Commendatore o Commendatora
- Ufficiale
- Cavaliere o Dama

## Insegne
Le insegne dell'ordine consistevano in una croce latina avente nel diritto un disco con le immagini di san Francesco e santa Caterina smaltate a colori e sul retro, nel medesimo cerchio, le lettere "R.S.I." (Repubblica sociale italiana). Tali decorazioni, tuttavia, non vennero mai coniate in quanto poco dopo l'istituzione dell'onorificenza la Repubblica sociale italiana venne soppressa. Anche sui nastri sono state fatte diverse ipotesi. È riportato che l'ordine sia stato conferito ad alcuni ufficiali italiani e tedeschi attraverso dei diplomi stampati, ma nessuno di essi venne mai accompagnato da una decorazione vera e propria in foggia di medaglia.